# Luigi Aliprandi
Luigi Aliprandi (Mantova, 1817 – Firenze, 1901) è stato un attore teatrale italiano.

## Biografia
Attivo a Napoli, dopo l'esordio al Teatro S. Severino (1835), fu primo amoroso nella compagnia di Bon. Diventatone direttore (1854), passò con Luigi Bellotti Bon e si ritirò (1859) dalle scene per insegnare a Napoli.